# José Miguel Arroyo
José Miguel Arroyo (* 1810; † 17. Juni 1867 in Acatita de Baján) war ein mexikanischer Botschafter und Außenminister.

## Leben
José Miguel Arroyo verhandelte mit Nicholas Trist den am 2. Februar 1848 unterzeichneten Vertrag von Guadalupe Hidalgo.
José Miguel Arroyo war in zahlreichen Regierungskabinetten Oficial Mayor Encargado O.M.E (geschäftsführender Beamter eines Ministeriums).
Arroyo war vom 2. bis 4. Juni 1853 Kriegsminister im Kabinett der Regierung von Antonio López de Santa Anna.
Ab dem 14. Juni 1863 war er in dieser Regierung Außenminister.
Vom 27. Juni 1863 bis 2. Juli 1864 war José Miguel Arroyo Subsecretario (Staatssekretär).
Als Leiter des Ministerio de Negocios y Marina ließ José Miguel Arroyo den peruanischen Botschafter und Kritiker der französischen Intervention in Mexiko, Manuel Nicolás Corpancho, am 20. August 1863 ausweisen. Dieser kam beim Versuch, vom Schiff, das ihn deportieren sollte, zu fliehen, ums Leben. Zu Beginn der Amtszeit von Kaiser Maximilian von Juni bis Juli 1864 leitete José Miguel Arroyo das mexikanische Außenministerium. Am 15. Juli 1866 wurde José Miguel Arroyo mit einer Reihe weiterer Persönlichkeiten des öffentlichen Lebens, darunter General José Rojo, Agustín Zires, José de la Parra, Padre Ordonez, Mesas, Fellicino Chavarria, Wampher, Pedro Echevaria, Augustin Cruz und Manuel Morales Puente unter dem Vorwurf der Verschwörung mit Antonio López de Santa Anna in Mexiko-Stadt verhaftet.

## Veröffentlichungen
- Que considerando que ningun gobierno tiene el derecho de oprimir á los pueblos, Mexico, José Miguel Arroyo, Ministerio de Relaciones Interiores y Esteriores, 1853
- Memoria de la segretaria de estado y negocios estranjeros

| Vorgänger                           | Amt                                                                      | Nachfolger                                                                                                |
| ----------------------------------- | ------------------------------------------------------------------------ | --- |
| Manuel Diez de Bonilla              | mexikanischer Botschafter in Guatemala 3. März 1832 bis 3. Juni 1833     | Mariano Macedo                                                                                            |
| Manuel Diez de Bonilla              | mexikanischer Botschafter in San José am 22. Januar 1833 ernannt         | Francisco Díaz Covarrubias                                                                                |
| Manuel Diez de Bonilla              | mexikanischer Botschafter in Managua am 22. Januar 1833 ernannt          | Francisco Díaz Covarrubias                                                                                |
| Manuel Diez de Bonilla              | mexikanischer Botschafter in San Salvador am 22. Januar 1833 ernannt     | Mariano Macedo                                                                                            |
| Manuel Diez de Bonilla              | mexikanischer Botschafter in Bogotá 23. Januar 1833 bis 25. Februar 1834 | Federico Falqués                                                                                          |
| Joaquín María del Castillo y Lanzas | Leiter des Ministerio de Negocios y Marina 2. Februar 1859 bis 1860      | José Fernando Ramírez, Martín Castillo, Luis de Arroyo, Juan N. Pereda Tomás Murphy Ignacio Luis Vallarta |